# Eleutherius de Ravenna
Eleutherius (d. 620) exarh de Ravenna între 615 și 619.
Eleutherius a fost un eunuc și a succedat ca exarh de Ravenna lui Ioan I Lemigius.
La începutul mandatului său, aproape întregul exarhat se găsea într-o stare instabilă. În Ravenna, exista o mare nemulțumire față de bizantinii; de asemenea, în Napoli un anume Ioan de Conza a separat orașul de controlul exarhului. Imediat după ce a ajuns la Ravenna, Eleutherius i-a executat imediat pe toți cei care fuseseră implicați în asasinarea predecesorului său Ioan Lemigius. În continuare, după o vizită de curtoazie la Roma, pentru a se întâlni cu papa Deusdedit, Eleutherius a pornit în marș împotriva răsculaților din Neapole, reușind să captureze orașul și să îl execute pe Ioan de Conza și pe susținătorii acestuia. Cu toate acestea, imediat după aceea longobarzii amenințau cu războiul. Eleutherius a reușit să încheie pace cu aceștia, promițându-le plata unui tribut anual.
Considerând că poziția sa în Italia nu îi poate aduce satisfacții și profitând de faptul că împăratul bizantin Heraclius I era preocupat cu confruntările cu perșii sasanizi, Eleutherius s-a autoproclamat împărat în 619, având intenția de a-și stabili capitala la Roma. Pe parcursul anului următor, pe când încerca să îl convingă pe papa Bonifaciu al V-lea să îi acorde o coroană, a fost asasinat de către propriii săi soldați în fortăreața de la Luceoli, capul său fiind trimis împăratului Heraclius.